# Én, a séf
Az Én, a séf (eredeti cím: The Chef, franciául: Comme un chef) 2012-ben bemutatott francia filmvígjáték, melyet Daniel Cohen rendezett. A főszerepet Jean Reno és Michaël Youn alakítja. A film nemzetközi premierje 2012-ben volt a 62. Berlini Nemzetközi Filmfesztiválon, Magyarországon 2012. június 21-én mutatta be a Budapest Film.

## Cselekmény
A fiatal Jacky Bonnot legnagyobb álma, hogy egy napon a főzéshez való veleszületett tehetségét olyan vállalkozássá alakítsa, amely lehetővé teszi számára, hogy maga mögött hagyja az általa tapasztalt nehézségeket, amelyek miatt a legkülönfélébb munkahelyeken dolgozott, és végül mindig kirúgták a kulináris hajthatatlansága miatt.
Alexandre Lagarde egy nagyszerű séf, akit az inspiráció válsága fenyeget. Étterme, a Cargo Lagarde három csillaggal büszkélkedhet, de a fiatal és ambiciózus tulajdonos, Stanislas Matter  arra készül, hogy leváltsa őt. Lagarde nem hajlik meg a vállalkozói politika előtt, amelyről az a véleménye, hogy az „innovatív konyha” elnevezés mögött a nyersanyagköltségek drasztikus csökkentésének vágya rejlik. Az étlap éves megújítása előtt Matter azzal fenyegetőzik, hogy leváltja Lagarde-ot, ha az étterem elveszít egy csillagot, és közben ellene fordítja a hagyományos beszállítóit, és elküldi két korábbi segítőjét.
Egy újabb kirúgása után Jacky Bonnot elfogad egy kényelmes hat hónapos festői állást egy idősek otthonában. Természetesen a főzés iránti vonzalma hamarosan arra készteti, hogy érdeklődjön az idős lakók ételei iránt, akik között van az idős Paul Matter, Stanislas apja. Lagarde meglátogatja Paul Matter-t, akitől megtudja, milyen újításokat vezetett be Jacky az intézmény konyhájában. Lagarde rögtön megérzi ennek fontosságát, és Jacky fizetetlen gyakornoki állást kap az étteremben. Jacky ezzel beteljesíti az álmát, hogy együtt dolgozhasson a séffel, akit mindig is imádott, de nem tudja, hogyan mondja el ezt élettársának, Béatrice-nak, aki első közös gyermeküket várja.
Jacky úgy dönt, hogy nem árul el semmit a társának, és Lagarde-dal kezd el dolgozni. Az elkerülhetetlen kezdeti civakodás után a dolgok remekül mennek. De amikor Béatrice rájön, hogy az étteremben dolgozik, elhagyja a férfit, és visszatér a szüleihez Nevers-be.
Az események gyors egymásutánjában Lagarde megérti, hogy mit is akar valójában az élettől, újra felfedezi a lánya, Amandine iránti szeretetét, és a fiatal és tehetséges Bonnot kezében hagyja éttermét, hogy ő új szakmai és magánéleti kalandba kezdjen Nevers-ben, ahol a gyönyörű Carole-lal, a város egyik éttermének tulajdonosával együtt találja meg a szerelmet és az inspirációt.
Jacky végre kibontakoztathatja addig ki nem fejtett kreatív tehetségét, és visszanyeri Béatrice szerelmét, aki időközben apává tette.
Paul Matter átveszi a családi vállalkozást, fiát pedig a konyhai munkára utasítja, hogy az tapasztalatokat szerezzen.

## Szereplők
| Szerep                        | Színész               | Magyar hang       | Leírás |
| ----------------------------- | --------------------- | ----------------- | --- |
| Alexandre Lagarde             | Jean Reno             | Szilágyi Tibor    | Neves séf, egy „Alexandre piacának receptjei” című tévéműsor vezetője                                         |
| Jacky Bonnot                  | Michaël Youn          | Széles Tamás      | Válogatós, ügyetlen autodidakta szakács, aki arról álmodozik, hogy olyan híres szakács lehessen, mint Lagarde |
| Beatrice                      | Raphaëlle Agogué      | Solecki Janka     | Jacky terhes barátnője                                                                                        |
| Stanislas Matter              | Julien Boisselier     | Bozsó Péter       | A Cargo Lagarde étterem fő részvényesének, Paul Matter-nek gúnyolódó, szarkasztikus fia                       |
| Juan                          | Santiago Segura       | Csuja Imre        | Felháborodott spanyol, aki azt állítja, hogy ő a molekuláris konyhaművészet szakértője                        |
| Amandine                      | Salomé Stévenin       | Csuha Borbála     | Lagarde posztgraduális képzésen lévő lánya                                                                    |
| Titi                          | Serge Larivière       | Kerekes József    | Séf |
| Moussa                        | Issa Doumbia          | Minárovits Péter  | Séf |
| Chang                         | Bun Hay Mean          | Stohl András      | Séf |
| Akio Takenaka                 | Kentaro               | Kossuth Gábor     | Lagarde jobb keze                                                                                             |
| Paul Matter                   | Pierre Vernier        | Vass Gábor        | A Cargo Lagarde étterem fő részvényese                                                                        |
| Carole                        | Rebecca Miquel        | Farkasinszky Edit | Egy másik étterem tulajdonosa, akibe Lagarde beleszeret                                                       |
| a Cargo étterem egyik vendége | Franck de la Personne | Barbinek Péter    | Kritikus |

## Fordítás
- Ez a szócikk részben vagy egészben  a   The Chef (film) című angol Wikipédia-szócikk fordításán alapul.  Az eredeti cikk szerkesztőit annak laptörténete sorolja fel. Ez a jelzés csupán a megfogalmazás eredetét és a szerzői jogokat jelzi, nem szolgál a cikkben szereplő információk forrásmegjelöléseként.